# Campeonato de Australasia 1921
Lista de los campeones del Abierto de Australia de 1921:

## Individual masculino
Rhys Gemmell (AUS) d. Alf Hedeman (AUS),  7–5, 6–1, 6–4

## Dobles masculino
Scott Eaton/Rhys Gemmell (AUS)
| Predecesor: 1920                                       | Abierto de Australia 1921 | Sucesor: 1922                         |
| Predecesor: Campeonato nacional de Estados Unidos 1920 | Grand Slam 1921           | Sucesor: Campeonato de Wimbledon 1921 |

- Datos: Q2614666